# Vaskerpigen
Vaskerpigen er en amerikansk stumfilm fra 1920 af John Francis Dillon.

## Medvirkende
- Mary Pickford som Amanda Afflick
- Albert Austin som Horace Greensmith
- Harold Goodwin som Benjamin Pillsbury Jones
- Rose Dione som Madame Jeanne Gallifilet Didier
- Darwin Karr
- Taylor N. Duncan
- Joan Marsh
- Nadyne Montgomery
- Theodore Roberts
- Hal Wilson